# Asuni
Asuni (Asùni in sardo) è un comune italiano di 298 abitanti  della provincia di Oristano, in Sardegna. Il suo territorio chiude l'Alta Marmilla, confina a nord con il Mandrolisai e ad est con il Sarcidano.

## Geografia fisica

### Territorio
Asuni sorge su un pianoro trachitico a 233 metri s.l.m. Il territorio è racchiuso tra le valli del Rio Araxisi e dei suoi principali affluenti: il Rio Bidissàriu ad est e il Flumini Imbessu ad ovest.
La quota massima, 589 m s.l.m., viene raggiunta sul Monte Ualla; la cima più elevata della montagna, P.ta Modighina, si trova in territorio di Laconi e raggiunge i 595 m s.l.m. La quota minima viene raggiunta alla confluenza Rio Araxisi - Flumini Imbessu, al confine con Ruinas e Samugheo, a 82 m s.l.m.

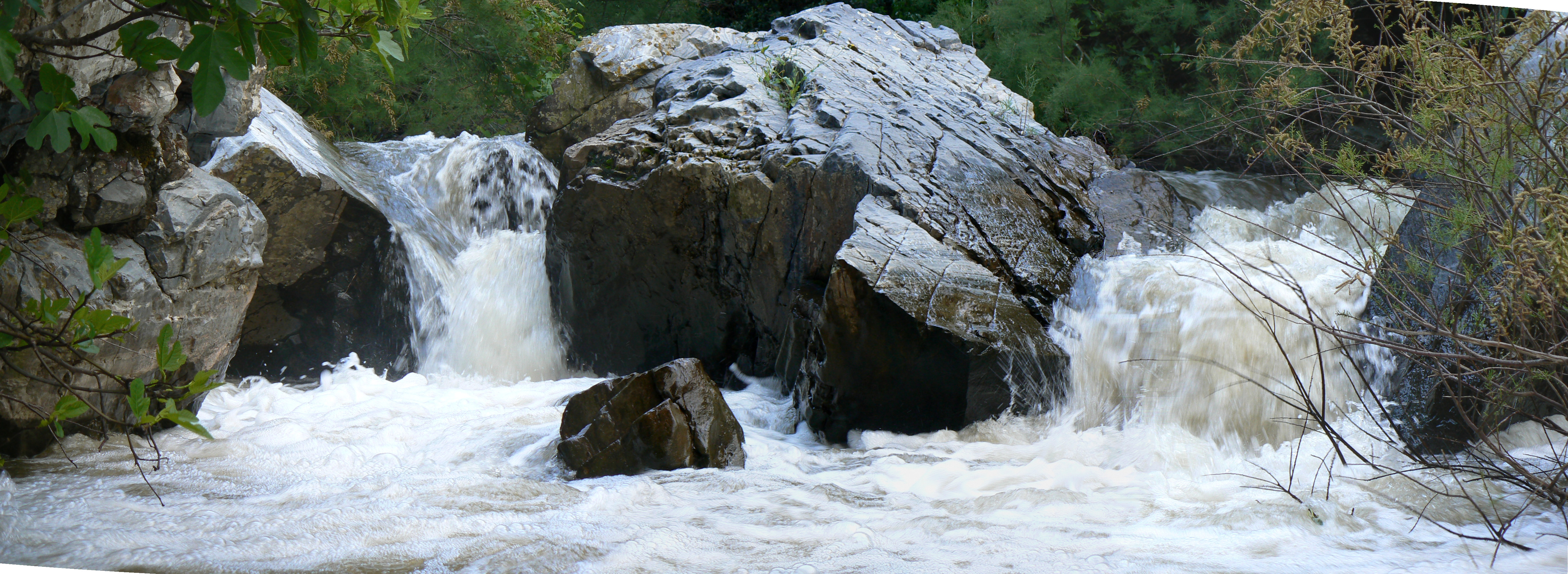
Rio Araxisi.

Le rocce più importanti dal punto di vista paesaggistico sono i marmi, dei quali si citano il marmo rosa di Asuni e quello grigio cipollino. Dal punto di vista strettamente petrografico, si tratta degli unici marmi presenti nel territorio sardo.
Altra roccia importante, utilizzata anche nell'edificazione del centro abitato, è la trachite.

### Vegetazione
Il 40% del territorio è boscoso, con varie tipologie di associazioni floristiche dove predominano Lecceta e macchia mediterranea a lentisco e olivastro. Formazioni isolate sono poi costituite dalla Sughereta e da querce del gruppo Roverella, con bellissimo nucleo relitto sulla cima del Monte Ualla. La lecceta è stata utilizzata in passato dai carbonai per la lavorazione del carbone vegetale.
Resistono poche aree adibite a rimboschimento per l'ex industria cartaria di Arbatax (Pinus radiata) e per il legnatico (Eucaliptus sp.).
Di notevole pregio è l'endemismo Brassica insularis, osservabile sulle le falesie marmoree lungo le valli.
Il resto del territorio è adibito alle colture foraggere finalizzate all'allevamento, e al pascolo brado. Altre colture, principalmente per uso familiare, sono i vigneti e gli oliveti.

### Fauna
Notevole interesse ricopre l'aspetto faunistico, grazie ad un altro endemismo: il geotritone (Speleomantes imperialis), osservabile nelle grotte dell'area carsica di Monte Ualla e Castel Medusa. In generale il territorio è dominato dai cinghiali e, in misura minore, da volpi, lepri e conigli selvatici. Non è raro osservare la poiana, il gheppio, il corvo imperiale e, sul Monte Ualla, l'aquila reale, nuovamente stanziale da una decina d'anni.

## Storia
L'area fu abitata già nel Neolitico per la presenza sul territorio di alcuni nuraghi.
Nel medioevo appartenne al Giudicato di Arborea e fece parte della curatoria di Parte Valenza. Alla caduta del giudicato (1410) passò sotto il dominio aragonese e divenne un feudo, concesso ai Nin conti del Castillo. Il 10 ottobre 1749 Fernando Marghens-Nin, Conte del Castillo vendette il feudo ai nobili milanesi Ghilini, che acquisirono anche il titolo di conti di Asuni. Il 23 marzo 1753 i Ghilini vendettero il titolo al mercante marsigliese Guglielmo Tauffani, e il paese nel 1759 formò una contea insieme con Nureci. Il paese venne riscattato ai Touffani nel 1839 con la soppressione del sistema feudale, e divenne un comune amministrato da un sindaco e da un consiglio comunale.

### Simboli
Lo stemma e il gonfalone del comune di Asuni sono stati concessi con decreto del presidente della Repubblica del 20 ottobre 2014.
Il gonfalone è un drappo di bianco.

## Monumenti e luoghi d'interesse

### Siti archeologici
- Menhir di Corongiu
- Domus de Janas di: Burdaga, Carupixidu, Sa rutta, Ebras noas, S'uttur''e is Xorrus.
- nuraghi Casteddu
- Nuracc''e Oru
- nuraghi San Giovanni

### Miniere
- Sito minerario Piscina Porcus
- Sito minerario Molinu de jossu

## Società

### Evoluzione demografica
Abitanti censiti

### Lingue e dialetti
La variante del Sardo parlata ad Asuni è il Campidanese occidentale. Sono tuttavia presenti alcune influenze lessicali e fonetiche tipiche della Limba de Mesanìa (Samugheo, Ruinas) e del Campidanese Barbaricino meridionale (Laconi).

## Amministrazione
| Periodo         | Periodo         | Primo cittadino | Partito                            | Carica  | Note |
| --------------- | --------------- | --------------- | ---------------------------------- | ------- | ---- |
| 30 maggio 2010  | 31 maggio 2015  | Gionata Petza   | Lista civica "I giovani per Asuni" | Sindaco |      |
| 31 maggio 2015  | 26 ottobre 2020 | Gionata Petza   | Lista civica "Asuni"               | Sindaco |      |
| 26 ottobre 2020 | in carica       | Gionata Petza   | Lista civica "Asuni"               | Sindaco |      |